# Roz Ryan
Roz Ryan, nome vero di Rosalyn Bowen (Detroit, 7 luglio 1951), è un'attrice e cantante statunitense.
Ha recitato anche in alcuni musical di Broadway, tra cui Dreamgirls e Chicago.

## Filmografia parziale

### Attrice

#### Cinema
- Nikita Blues, regia di Marc Cayce (2001)
- Manuale d'infedeltà per uomini sposati (I Think I Love My Wife), regia di Chris Rock (2007)
- Divine intervention, regia di Van Elder (2007)
- Whatever Lola Wants, regia di Nabil Ayouch (2007)
- Il primo dei bugiardi (The Invention Lying), regia di Ricky Gervais (2009)
- Waiting for Forever, regia di James Keach (2010)
- Hello, My Name Is Doris, regia di Michael Showalter (2015)

#### Televisione
- Amen – serie TV, 110 episodi (1986-1991)
- The Good News – serie TV, 22 episodi (1997-1998)
- All About the Andersons – serie TV, 16 episodi (2003-2004)
- Half & Half – serie TV, 1 episodio (2004)
- JAG - Avvocati in divisa (JAG) – serie TV, 1 episodio (2005)
- Barbershop – serie TV, 3 episodi (2005)
- General Hospital – serie TV, 1 episodio (2012)
- K.C. Agente Segreto (K.C. Undercover) – serie TV, 4 episodi (2015-2017)
- A casa di Raven (Raven's Home) – serie TV, 2 episodi (2019)
- Lay Lay - Un'amica magica (That Girl Lay Lay) – serie TV, 2 episodi (2021-2022)

### Doppiatrice
- Hercules, regia di Ron Clements e John Musker (1997)

- Hercules - serie animata, 19 episodi  (1998-1999)
- Kim Possible - serie animata, 4 episodi (2002-2007)
- Kick Chiapposky - Aspirante stuntman - serie animata, 4 episodi (2010-2012)
- Adventure Time - serie animata, 5 episodi (2011-2017)
- The Looney Tunes Show - serie animata, 12 episodi (2011-2013)
- Scooby-Do! Mystery Incorporated - serie animata, 1 episodio (2012)
- Teen Titans Go! - serie animata, 1 episodio (2014)
- Topolino - serie animata, 1 episodio (2015)